# Карбука
Карбука е тюркски селджукски военачалник, атабег на Мосул и владетел на Джазира (Северна Месопотамия) в края на XI век.
Когато войските на Първия кръстоносен поход обсаждат Антиохия, той решава да откликне на молбата за помощ на местния емир Яги Сиян и да се намеси в междуособиците в Сирия. Това става, едва след като отрядите на другите двама сирийски селджукски емири братята Ридван и Дукак Карбука повеждат войска на запад, но е забавен от неуспешната обсада на Едеса и пристига пред Антиохия няколко дни след превземането ѝ от кръстоносците. Водените от него войски са разединени поради съперничеството между него и Дукак, емира на Дамаск. На 28 юни 1098 г. той понася поражение пред стените на града и е принуден да се оттегли в Джазира.